# Furia Bolivariana

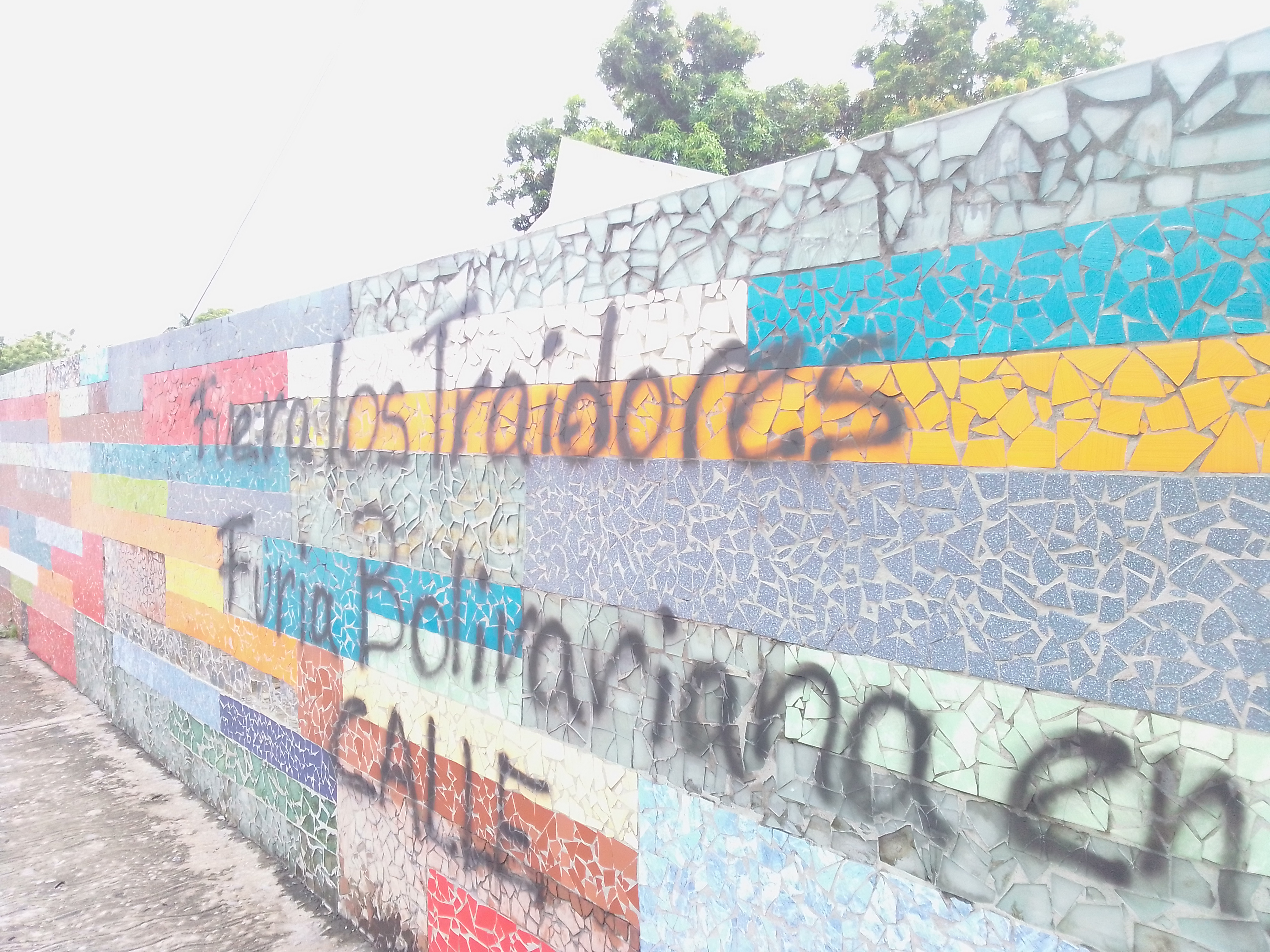
Grafiti de la Furia Bolivariana en Barcelona, estado Anzoátegui

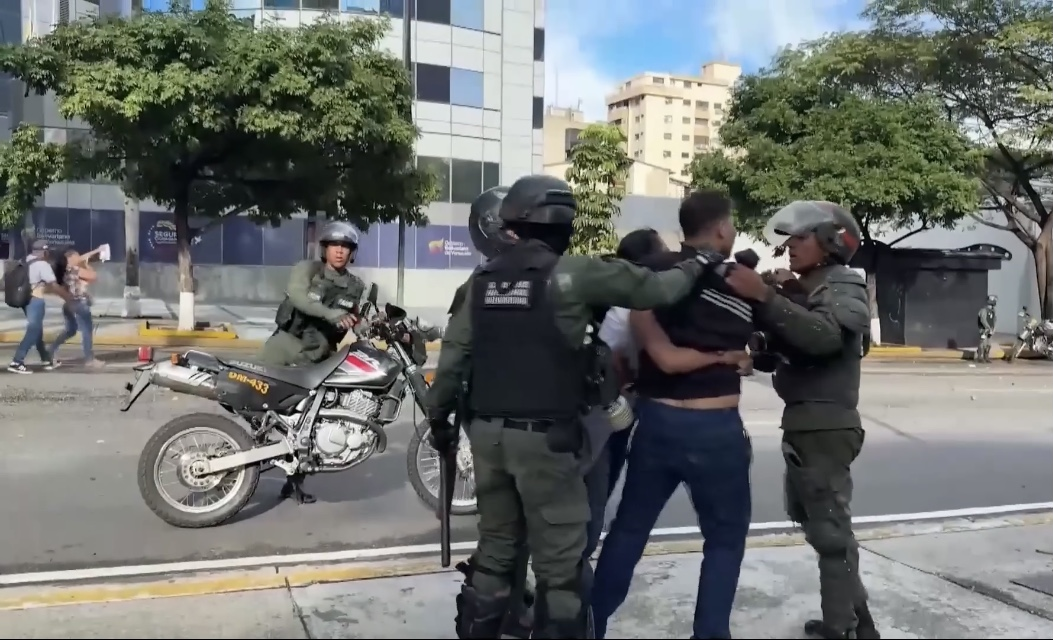
Guardias Nacionales detienen a un manifestante durante las protestas de 2024.

La Furia Bolivariana es un plan de control social y de persecución coordinado por el gobierno de Venezuela encabezado por Nicolás Maduro. Después de las elecciones presidenciales de 2024, el mecanismo ha resultado en la vandalización de fachadas de organizaciones venezolanas y detenciones.

## Definición
El 18 de enero de 2024, Nicolás Maduro describió a la "Furia Bolivariana" como “un plan cívico, militar y policial para enfrentar cualquier intentona terrorista”. Al día siguiente, Diosdado Cabello profundizó en su significado: "Tiene que ver con los traidores, con los vende patria, con los que entregan la patria, pero también tiene que ver con los patriotas, quienes amamos esta patria desde el alma, desde las vísceras, somos capaces de hacer cualquier cosa por defenderla, por cuidarla de sus malos hijos y de sus malas hijas que pululan por ahí cada día". El 23 de enero las sedes de los partidos políticos Vente Venezuela, Primero Justicia y Un Nuevo Tiempo en cinco estados amanecieron vandalizadas y con grafitis alusivos a la «Furia Bolivariana».

## Consecuencias
De acuerdo con casos documentados por la organización no gubernamental Laboratorio de Paz, los mensajes relacionados al plan han resultado en la vandalización de 20 fachadas de organizaciones venezolanas y detenciones políticas, sociales y académicas en 11 estados del país, 5 detenciones arbitrarias con desapariciones forzadas de corta duración y un intento de secuestro.